# Campionato italiano femminile di hockey su ghiaccio 1996-1997
Il Campionato italiano femminile di hockey su ghiaccio 1996-97 ha visto al via nuovamente 8 compagini: HC Agordo, HC Lario Halloween, HC Eagles Bolzano, HC Falchi Boscochiesanuova, HC Gardena Girls, HC Femminile Feltre, HC Yellow Team Milano e SG Valbelluna Hoseki. Si tratta delle stesse squadre dell'anno precedente con l'eccezione della squadra di Alleghe, sostituita dalle ragazze di Bosco Chiesanuova.

## Classifica
1. Bolzano
2. Agordo
3. Belluno
4. Feltre
5. Como
6. Milano
7. Gardena
8. Boscochiesanuova

L'Hockey Club Eagles Bolzano vince il suo primo scudetto.